# Tillinge och Södra Åsunda församling
Tillinge och Södra Åsunda församling är en församling i Upplands västra kontrakt i Uppsala stift. Församlingen ligger i Enköpings kommun i Uppsala län och ingår i Enköpings pastorat.

## Administrativ historik
Församlingen bildades 2010 genom sammanslagning av Tillinge församling och Södra Åsunda församling och ingick därefter till 2014 i Tillinge pastorat. Från 2014 ingår församlingen i Enköpings pastorat.

## Kyrkor
- Enköpings-Näs kyrka
- Svinnegarns kyrka
- Tillinge kyrka
- Teda kyrka